# Curt Dietz (Geologe)
Curt Dietz (* 29. Dezember 1882 in Schmalkalden; † März 1965 in Lafayette) war ein deutschamerikanischer Unternehmer und Geologe, der die geologische Forschung in Deutschland förderte.

## Leben
Dietz war der Sohn eines Fabrikbesitzers in Schmalkalden und arbeitete nach dem Abitur und einer Kaufmannslehre als Übersetzer in Belgien, Frankreich und Spanien. 1904 ging er nach Cripple Creek (Colorado), wo er im Bergbau arbeitete. Er erlebte das Erdbeben von San Francisco mit und gründete dort eine erfolgreiche Importfirma für Holz und später Kaffee, wofür er häufig Südamerika besuchte. 1938 gab er seine Unternehmertätigkeit auf und widmete sich seiner Jugendliebe, der Geologie. Er studierte Geologie an mehreren Universitäten mit dem Abschluss an der Stanford University 1948, wo er Associate in Geology by courtesy war. Er besuchte in dieser Zeit viele geologische Institute in Deutschland, Österreich und der Schweiz und förderte diese.
1958 erhielt er die Gustav-Steinmann-Medaille „in Würdigung seiner uneigennützigen großzügigen Förderung des deutschen wissenschaftlichen Nachwuchses unmittelbar nach dem Zweiten Weltkrieg“.
Er ist nicht mit dem Geologen Kurt Dietz zu verwechseln, der manchmal auch Curt Dietz geschrieben wird und am Niedersächsischen Landesamt für Bodenforschung war.